# Sweetheart of the Rodeo
Sweetheart of the rodeo is het zesde studioalbum van de Amerikaanse folk rock band The Byrds. Op dit album spelen the Byrds countrymuziek, onder invloed van het nieuwe bandlid Gram Parsons. Het album wordt door critici beschouwd als invloedrijk en baanbrekend.

## Muzikanten
Tijdens de opnames van het vorige album The Notorious Byrd Brothers is zanger/gitarist David Crosby ontslagen. Een poosje later werd ook drummer Michael Clarke aan de kant gezet. De overgebleven bandleden (mede-oprichters Roger McGuinn en Chris Hillman) moesten op zoek naar nieuwe muzikanten, waarna de band bestond uit:
- Roger McGuinn - sologitaar, banjo en zang
- Chris Hillman - basgitaar, akoestische gitaar, mandoline en zang
- Gram Parsons - gitaar, orgel, piano en zang
- Kevin Kelley – drums

Bij het opnemen van hun nieuwe album heeft de band gebruik gemaakt van een aantal gastmuzikanten die hun sporen hadden verdiend in de countrymuziek.
- Earl P. Ball – piano
- Jay Dee Maness – steel gitaar
- Lloyd Green – steel gitaar
- John Hartford – banjo, gitaar
- Roy M. Huskey – bas
- Clarence T. White - gitaar

Gram Parsons had eerder deel uitgemaakt van de International Submarine Band, wiens album Safe at home een mengeling werd genoemd van hippie en hillbillie muziek. Earl P. Ball en Jay Dee Maness hebben ook gespeeld in de International Submarine Band. Loyd Green is een sessiemuzikant die onder meer gespeeld heeft met Johnny Cash en Bob Dylan. John Hartford was een Amerikaanse muzikant die vooral speelde op fiddle en banjo. Roy M. Huskey speelde met Slim Whitman, Merle Haggard en veel anderen. Clarence White was een bluegrass/country gitarist die onder meer heeft gespeeld bij de Kentucky Kolonels (bluegrass) en met Ricky Nelson, Arlo Guthrie en veel anderen.

## Muziek
Roger McGuinn liep al een poosje rond met het plan om een album te maken dat de volledige ontwikkeling liet horen van de Amerikaanse populaire muziek vanaf bluegrass en Apalache muziek, gevolgd door country & western, jazz, rhythm-and-blues en rock, om te eindigen bij de nieuwe elektronische muziek en de synthesizer. Omdat the Byrds op dat moment maar uit twee personen bestond, moesten er eerst nieuwe muzikanten worden aangetrokken.
Ze kwamen in contact met de jonge muzikant Gram Parsons, die een groot liefhebber was van country muziek en die graag een combinatie wilde spelen van country, rock, soul en rhythm-and-blues. Dat noemde hij Cosmic American Music. Ook Chris Hillman was erg gesteld op country muziek. Dat was ook al te horen op de voorgaande albums van the Byrds, Younger than yesterday (1967) en The Notorious Byrd brothers (1968).
Uiteindelijk werd Roger McGuinn overtuigd om zijn plan voorlopig over boord te zetten en gingen ze zich richten op de country muziek. Er werden sessiemuzikanten ingehuurd, die ervaring hadden in de countrymuziek. Roger McGuinn vond dat Parsons te overheersend was en heeft op de meeste opnames de leadzang van Gram Parsons vervangen door zijn eigen zang. Ten slotte bleven er maar drie nummers over met de solozang van Gram Parsons (You ‘re still on my mind, One hundred years from now en Hickory wind). Op latere versies van het album is de oorspronkelijke zang wel te horen.
De openingstrack You ain’t going nowhere en het laatste nummer Nothing was delivered zijn allebei geschreven door Bob Dylan en kwamen later te staan op diens album The basement tapes (1975).Er staat een aantal traditionele countrysongs op dit album, zoals I am a pilgrim, The Christian life (een country- gospelnummer van de Louvin Brothers) en Blue Canadien Rockies. You don’t miss your water is oorspronkelijk een soulnummer dat op dit album gecombineerd is met country elementen. Pretty Boy Floyd is een bluegrass-achtig nummer waarop onder meer banjo, mandoline en fiddle meespelen. De ballad Hickory wind is later nogmaals opgenomen voor het soloalbum Grievous Angel van Gram Parsons (1974). Op veel nummers valt een combinatie te beluisteren van elektrische en akoestische instrumenten.

## Tracklijst

### kant een
1. You ain’t going nowhere – (Bob Dylan) – 2:33
2. I am a pilgrim – (trad. arr. Roger McGuinn en Chris Hillman) – 3:39
3. The Christian life – (Charles Louvin en Ira Louvin) – 2:30
4. You don’t miss your water – (William Bell) – 3:48
5. You ‘re still on my mind – (Luke McDaniel) - 2:25
6. Pretty boy Floyd – (Woody Guthrie) – 2:34

### kant twee
1. Hickory wind – (Gram Parsons en Bob Buchanan) - 3:31
2. One hundred years – (Gram Parsons) – 2:40
3. Blue Canadian rockies – (Cindy Walker) – 2:02
4. Life in prison – Merle Haggard en Jelly Sanders) – 2:46
5. Nothing was delivered – (Bob Dylan) – 3:24

## bonus tracks op her-uitgave 1997
In 1997 is er een heruitgave van dit album verschenen met acht bonustracks. Deze heruitgave is geproduceerd door Bob Irwin. Op deze herziene uitgave staan enkele nummers die niet eerder zijn uitgebracht en alternatieve versies van albumtracks van Sweetheart of the rodeo.
1. You got a reputation – (Tim Hardin) – 3:08
2. Lazy Days – (Gram Parsons) – 3:26
3. Pretty Polly – (trad. arr. Roger McGuinn en Chris Hillman) – 2:53
4. The Christian life – (Charles Louvin en Ira Louvin) – alternatieve versie– 2:55
5. Life in prison – (Merle Heggard en Jelly Sanders)- alternatieve versie– 2:59
6. You ‘re still on my mind – (Luke McDaniel) – alternatieve versie– 2:29
7. One hundred years from now – (Gram Parsons) – alternatieve versie – 3:20
8. All I have are memories – (Kevin Kelley) – instrumentaal – 4:47

## 2003 Legacy Editie
In 2003 is een De Luxe Edition (dubbelalbum) verschenen met opnames van de International Submarine Band en alternatieve versies van Sweetheart of the rodeo met zang van Gram Parsons.

### Cd één (bonus tracks)
1. All I have are memories – Kevin Kelley – vocaal –2:48
2. You got a reputation – (Tim Hardin) – 3:09
3. Pretty Polly – (trad. arr. Roger McGuinn en Chris Hillman) – 2:55
4. Lazy days – (Gram Parsons) – 3:28
5. The Christian life – (Charles Louvin en Ira Louvin) –zang Gram Parsons – 2:29
6. You don’t miss your water – (William Bell) – zang Gram Parsons - 3:49
7. One hundred years from now – (Gram Parsons) – zang Gram Parsons - 3:01
8. Radio Spot: Sweetheart of the rodeo.

### Cd twee
1. Sun up broke – (Gram Parsons en John Huesse) – 2:13
2. One day week – (Gram Parsons) – 2:16
3. Truck drivin’ man – (Terry Fell) – 2:34
4. Blue eyes – (Gram Parsons) – 2:47
5. Luxury liner (Gram Parsons) – 2:53
6. Strong boy – (Gram Parsons) – 2:01
7. Lazy days – (Gram Parsons) – alternatieve versie – 3:18
8. Pretty Polly – (trad. arr. Roger McGuinn en Chris Hillman) – alternatieve versie – 3:37
9. Hickory wind – (Gram Parsons en Bob Buchanan) - alternatieve versie – zang Gram Parsons – 3:40
10. The Christian life –Charles and Ira Louvin - alternatieve versie – zang Gram Parsons – 3:26
11. The Christian life –Charles and Ira Louvin - alternatieve versie – zang Gram Parsons – 3:05
12. Life in prison – (Merle Heggard en Jelly Sanders)- alternatieve take – zang Gram Parsons – 3:16
13. Life in prison – (Merle Heggard en Jelly Sanders)- alternatieve take – zang Gram Parsons – 3:16
14. One hundred years from now – (Gram Parsons) – alternatieve take – zang Gram Parsons – 3:58
15. One hundred years from now – (Gram Parsons) – alternatieve take – zang Gram Parsons – 3:59
16. You ‘re still on my mind – (Luke McDaniel) - alternatieve versie– zang Gram Parsons – 2:53
17. You ‘re still on my mind – (Luke McDaniel) - alternatieve versie – zang Gram Parsons – 2:38
18. All I have are memories – (Kevin Kelley) – alternatieve versie (instrumentaal) - 3:13
19. All I have are memories – (Kevin Kelley) - alternatieve versie (instrumentaal) – 3:07
20. Blue Canadian rockies – (Cindy Walker) - alternatieve versie - 2:59

## Album
Het album is opgenomen in de Columbia Studios in Nashville (9-15 maart 1968) en Hollywood (4 april – 27 mei 1968). De plaat is geproduceerd door Gary Usher, samen met de geluidstechnici Roy Halee en Charlie Bragg. Het album is uitgebracht op 30 augustus (Verenigde Staten) en 27 september(o.a. Europa) op Columbia Records (in onder meer de Verenigde Staten en Canada) en op CBS Records (in onder meer Europa, Zuid-Afrika en Mexico). Het album is op Compact Disc verkrijgbaar vanaf 1987.
Er zijn twee singles van dit album verschenen: You ain ‘t going nowhere (met als B-kant Artificial energy) en I am a pilgrim (B-kant Pretty boy Floyd). Op de site van Discogs is de discografie van dit album te raadplegen. Zie bronnen en referenties.
Op de albumhoes staat een tekening van een cowgirl (Sweetheart) in een grote hartvormige krans met gele bloemen. Daaromheen staan kleine plaatjes van cowboys (deelnemers aan de rodeo). Het ontwerp is van Goller and Butler Advertising. De illustratie is van Jo Mora en dateert uit 1933. Op de achterkant staat een huilende wolf.

## Ontvangst
Het album Sweetheart of the rodeo werd door de critici lovend ontvangen.De mengeling van country en rock was nog nooit in deze vorm verschenen. Het zou een weg banen voor latere bands zoals Flying Burrito Brothers, Eagles, Poco en Jayhawks en ook zangers zoals Bob Dylan en Neil Young. AllMusic waardeerde het album met vijf sterren (het maximaal aantal). Recensent Mark Deming schreef over dit album: If the Byrds didn't do country-rock first, they did it brilliantly, and few albums in the style are as beautiful and emotionally affecting as this. Het Amerikaanse tijdschrift Rolling Stone heeft in 2012 een lijst uitgebracht met de beste 500 albums aller tijden. Sweetheart of the rodeo stond op # 120 van die lijst.
Het album Sweetheart of the rodeo behaalde # 77 in de Amerikaanse Billboard album top 200 en in het Verenigd Koninkrijk # 45. In Nederland kwam dit album in 1973 twee weken in de hitlijst te staan, met als hoogste positie # 10. De single You ain’t going nowhere behaalde in de Amerikaanse Billboard 100 #74. De tweede single I am a pilgrim haalde de hitlijsten niet.